# François Furet
François Furet (Parijs, 27 maart 1927 - Toulouse, 12 juli 1997) was een Frans historicus. Hij was een specialist op het gebied van de Franse Revolutie en het communisme.

## Leven
Hij werd geboren in een welgesteld gezin, waarvan de vader bankier was. Zijn middelbare school deed hij aan de lycée Janson-de-Sailly, waar hij een briljante student was. Nadien studeerde hij verder aan de faculteit Letteren en Rechten van Parijs, tot hij zijn studie in 1950 wegens tuberculose moest onderbreken. Hij verbleef in die tijd verschillende maanden in een sanatorium in de Alpen.
Hij haalde in 1954 zijn aggregaat in de geschiedenis en werd tot leraar aan het lycée van Compiègne benoemd, waar hij een jaar les gaf alvorens naar Fontainebleau te verhuizen. Hij begon in 1956 aan het CNRS onderzoek te verrichten naar de Franse Revolutie.
Furet was reeds zeer vroeg een politieke militant. Hij werd in 1947 lid van de Franse Communistische Partij, maar verliet deze in 1959, drie jaar na de Hongaarse Opstand, om aan de oprichting van de Parti socialiste unifié mee te werken. Hij was na mei 1968 raadgever van Edgar Faure en tegelijkertijd journalist bij het opinieblad France-Observateur, dat later L'Obs werd of Le Nouvel Observateur. Furet publiceerde in 1995 Le passé d'une illusion, waarvan de titel een toespeling is op het werk van Sigmund Freud, Die Zukunft einer Illusion of L'avenir d'une illusion. Furet analyseerde hierin het twintigste-eeuwse communisme, waarvoor hij zowel zijn eigen ervaring als militant gebruikte als zijn grondige kennis van de Franse Revolutie. 
Hij begon in 1960 aan de École des hautes études en sciences sociales, waar hij het grootste deel van zijn carrière doorbracht. Hij was er van 1977 tot 1985 voorzitter, maar ging daarna naar de USA om er in Chicago les te geven. Hij kreeg van de Harvard-universiteit een eredoctoraat. 
Hij werd begin 1997 verkozen tot lid van de Académie française. Hij overleed in de zomer van datzelfde jaar aan de gevolgen van een ongeluk tijdens het sporten. Zijn officiële beëdiging heeft daardoor niet kunnen plaatsvinden.

## De Franse Revolutie
Als specialist in de 18de eeuw heeft Furet met zijn boek La Révolution Française uit 1965, dat hij uitbracht in samenwerking met zijn zwager Denis Richet, een breuk teweeggebracht in het historisch onderzoek naar deze periode. Na verschillende decennia waarin de Nationale Conventie en het Comité de salut public in het centrum van de aandacht van het universitaire onderzoek stonden, plaatste hij zijn boek resoluut in een breder perspectief. De Thermidor, die door historici als Alphonse Aulard, Albert Mathiez, Georges Lefebvre en Albert Soboul gewoonlijk werd aangezien als het einde van de Revolutie, stelde hij voor als een aanzienlijk minder drastische breuk.
Deze keuze voor een nieuwe analyse van de revolutionaire periode door de Thermidoriaanse Conventie en het Directoire erbij te betrekken is niet zonder betekenis. Furet gaat daarbij tegen de theorieën van de marxistische historici in. Voor deze laatsten, zeker voor Soboul en Lefebvre, was de Franse Revolutie in de eerste plaats een uitdrukking van een massarevolte van de bevolking. De jakobijnse beweging, die door de sansculotten werd gedragen, maar na de 9de Thermidor verdween, was daarvan een belangrijk voorbeeld.
Niet zonder een polemiek te veroorzaken in de Franse universitaire wereld, verdedigde François Furet het idee van een revolutie van een elite, die in 1793 uit de hand is gelopen. De gewelddadige verbeurdverklaring van de macht door de massa tijdens de Terreur heeft de vreedzame koers van een modernisering vanaf 1789 verstoord. Furet verdiepte zich hier in zijn Penser la Révolution française in, dat in 1978 werd gepubliceerd. Hij herontdekte daarin het werk van Augustin Cochin, dat na die zijn dood in 1916 uit de geschiedschrijving was verdwenen, en kwam terug op zijn theorie over de dérapage, waarbij hij de wortels van de Terreur terugvoerde naar 1789 en mogelijke gelijkenissen ontdekte tussen de Terreur en de Revolutie in haar geheel. Hij onderzocht in zijn La Révolution 1770-1880 de geschiedenis op de lange duur en wees op de continuïteit tussen het ancien régime en de Revolutie, waaraan pas een einde kwam toen de republikeinen aan de macht kwamen, die de democratie niet nodig vonden en de individuele vrijheid boven alles stelden.
Een van de bekendste historici die door hem werden opgeleid is Patrice Guennifey, die beschouwd wordt als een van de beste hedendaagse kenners van de Franse Revolutie en het keizerrijk van Napoleon Bonaparte.